# Scoparia albipunctata
Scoparia albipunctata là một loài bướm đêm trong họ Crambidae.